# Pinealectomía
Pinealectomía es un procedimiento quirúrgico que consiste en la extirpación de la glándula pineal.
El papel central de la glándula pineal en el proceso de la estacionalidad reproductiva es puesto de manifiesto en diversas especies animales por la pinealectomía que produce como efecto lateral la pérdida de sincronía entre la actividad reproductiva del sujeto con la época del año. Aunque la pinealectomía no provoca una diabetes pura, a menudo se observan signos que sugieren una situación paradiabética. Además, este procedimiento se ha asociado con una desorganización histológica y una involución precoz del timo.

Asimismo el procedimiento ha sido asociado a la aparición de una desorganización histológica y la involución precoz del timo.